# Гильом Аманье II де Безом
Гильом Аманье II (фр. Guillaume Amanieu II; умер до 1103) — виконт де Безом и де Бенож, сын виконта Гильома Аманье I и виконтессы Амовины.

## Биография

### Дата рождения
Согласно генеалогическим сайтам, родился ок. 1060 г.

### Биографические сведения
Гильом Аманье впервые упоминается в хартии, датированной около 1097 года, данной его родителями, по которой они передали двух крестьян монастырю Гран-Сов для своего сына, который отправился в Первый крестовый поход. В качестве участника крестового похода он упоминается в хронике Вильгельма Тирского в 1097—1099 годах. В 1098 году он участвовал в осаде и захвате Антиохии.
Судьба Гильома Аманье после 1099 года неизвестна. Он умер до 1103 года, когда в качестве виконта Безома упоминается Бернар I, вероятный сын Гильома Аманье.

### Брак и дети
Имя жены Гильома Аманье неизвестно. Дети:
- (?) Бернар I (ум. после 1103), виконт де Безом и де Бенож
- Витапуа; муж: Гильом V (ум. 1120), граф Ангулема с 1087